# Mine de Tasiast
La mine de Tasiast est un gisement aurifère situé au centre-ouest, près des côtes de la Mauritanie. Le permis d’exploitation a été accordé à Tasiast Mauritanie Limited S.A. (TMLSA), filiale du groupe canadien Kinross Gold Corporation. Son exploitation a commencé en 2007.
La mine est située dans les régions de Inchiri et de Dakhlet Nouâdhibou, à 250 km au sud-ouest de Nouâdhibou et à 300 km au nord de Nouakchott. En 2022, la mine produit 538 591 onces d’or, soit près de 15.2 tonnes. Tasiast est une mine à ciel ouvert. L’or y est extrait de manière conventionnelle, traité par concassage, broyage et lixiviation à l’aide de cyanure,.

## Histoire
L'exploitation de la mine commence en 2007 par la société canadienne Red Back Mining. Elle est rachetée trois ans après, en août 2010, par Kinross Gold - une entreprise minière canadienne spécialisée dans l'exploitation de gisements d'or et d'argent - pour 7,1 milliards de dollars. 
Dans le cadre du programme de « Mauritanisation » de l’économie du pays, Kinross Gold et le gouvernement signent un accord en 2016 pour augmenter la part d’employés mauritaniens au sein de l'exploitation. Cet accord donne lieu a un important programme de transfert des competences et de nationalisation de sa main-d'œuvre,. 
En janvier 2019 Kinross nomme une nouvelle équipe pour diriger sa succursale mauritanienne, la Tasiast Mauritanie Ltd SA (TMLSA). Les nominations s'inscrivent dans une volonté de « mauritaniser » les effectifs de la société, dont le pourcentage de Mauritaniens employés à plein temps passent de 91 % à 95.5 % entre 2017 et 2019. Brahim Ould M'Bareck Ould Mohamed El Moctar, ancien ministre du développement rural, de l’agriculture, puis de l’hydraulique et de l’assainissement, et ancien Directeur-général de la SNIM est nommé vice-président de Kinross, chargé des relations extérieures. Taleb Abdivall, ancien directeur-général de la SOMELEC, ancien directeur-général de la SNIM et ministre du pétrole, de l’énergie et des mines est nommé Directeur non-exécutif de TMLSA. Ousmane Kane, ancien directeur-général de la SNIM, ancien gouverneur de la Banque Centrale de Mauritanie et ministre des finances est nommé Directeur non-exécutif de TMLSA.
Apres de longues négociations avec le gouvernement de Mauritanie, de nouveaux accords sont signés en 2020 et 2021 qui permettent notamment de revaloriser le taux de redevance versé par la mine au gouvernement selon un mécanisme prenant en compte l’évolution du cours de l'or.
En 2021, un incendie touche la mine et entraîne une suspension des operations de broyage.

## Production
En 2015, la production s'élève à 219 045 onces, soit 6.2 tonnes d'or.
En 2016, Tasiast emploie plus de 4 000 personnes travaillant pour Kinross ou pour ses sous-traitants.
En 2018, un projet d'agrandissement de la mine est présenté. Il comprend deux phases visant à en faire l'une des plus importantes mines d'or d'Afrique. La phase un du projet d'extension doit accroître la capacité de traitement de l'usine de 8 000 à 12 000 tonnes de minerai par jour. Elle doit être opérationnelle pour juin 2018. La phase deux de ce projet doit augmenter la capacité de traitement jusqu'à 24 000 tonnes par jour avant la fin de l’année 2023. L'investissement total pour ce projet est de près d'un milliard de dollars.
Entre 2021 et 2022, la production de la mine triple en passant de 170 502 onces à 538 591 onces (soit 15.2 tonnes d'or).

## Autres projets
En 2019, la société Kinross annonce son engagement pour une campagne de financement de 300 millions de dollars pour l’édification d'infrastructures sur le site de la mine de Tasiast. Le projet comprend la construction d'une centrale solaire photovoltaïque sur la site de la mine. Cette centrale a pour objectif de produire 34 MWh électricité, soit 20% de la consommation énergétique du site,.
Kinross, reconnu pour ses actions de responsabilité sociale, a également développé des programmes importants, notamment le don d'équipements médicaux à près d'une quarantaine d'hôpitaux et de centres de santé dans tout le pays.

## Controverses
L'acquisition par Kinross fut controversée et donna lieu à des dépôts de plainte en 2012 dans les juridictions de l'Ontario et de l'État de New York, accusant l'entreprise d'avoir livré de mauvaises informations pour motiver le rachat ; Kinross proposa 12,5 millions de dollars aux actionnaires canadiens et 33 millions de dollars aux actionnaires américains en échange de l'abandon des poursuites.
En 2014, une enquête est lancée par la Securities and Exchange Commission, organisme fédéral américain de réglementation et de contrôle des marchés financiers. À l'origine de l'investigation, des allégations de corruption formulées par des anonymes. Les documents montrent qu'à la demande du général El Hady, son cousin Ismaël Hassanah, un proche du président Aziz, est nommé conseiller spécial du vice-président, directeur général et directeur des relations avec le gouvernement alors qu'il dirige la société MPL, un fournisseur de Kinross Gold Corporation qui jouit de la quasi-exclusivité sur la sous-traitance de la mine de Tasiast. À travers MPL, une société de transport, ou Azima, une entreprise de BTP appartenant à son beau-frère, le réseau d'Ismaël Hassanah aurait ainsi bénéficié de 30 millions de Dollars en provenance de Kinross Mauritanie.
Le lanceur d'alerte expose également la façon dont, aux côtés du groupe allemand Schenker et après avoir absorbé sa filiale locale pour un euro tout en devenant son agent exclusif pour toute l’Afrique de l’Ouest, la société Maurilog remporte en 2014 un appel d'offres international lancé par Kinross pour sa logistique, et ce alors qu'elle n’apparaissait sur aucun registre du commerce, et malgré une proposition 12% plus chère que ses concurrents. L'actionnaire principal de Maurilog, Mohamed Abdellahi Ould Yaha, ancien secrétaire d’Etat à la promotion de l’investissement, est un intime du président Mohamed Ould Abdel Aziz.
Ces révélations déclenchent le lancement d’un audit interne de la société Kinross. L'entreprise s'est toujours montrée très réservée sur le bien-fondé de ces accusations. En décembre 2017, le Département de Justice américain annonce la clôture de son enquête. Quelques mois plus tard, en mars 2018 la SEC abandonne les poursuites contre Kinross,.